# César Dezfuli
César Dezfuli (Madrid, 1991) es un periodista y fotógrafo documental hispano-iraní especializado en migraciones y derechos humanos. Su trabajo más importante hasta la fecha es su proyecto  "Passengers", a través del cual cuestiona las narrativas visuales habituales sobre la migración, y por el que fue galardonado con los premios World Press Photo (2023), European Press Prize (2023) y  Taylor Wessing (2017). 

## Trayectoria
Dezfuli es licenciado en Periodismo y Comunicación Visual por la Universidad Rey Juan Carlos  y realiza un posgrado en Fotoperiodismo en la Universidad Autónoma de Barcelona.  
En 2016 lleva a cabo "Banjul to Biella", un proyecto fotográfico que relata la historia de Malick Jeng, un joven gambiano de 19 años, que migra a Europa cansado de la persecución política y la corrupción. Las imágenes resultantes del proyecto y finalistas del premio Luis Valtueña, relatan la cotidianidad de Malick en el centro de menores italiano y las contrariedades de las leyes de acogida europeas.
Ese mismo año, realiza `Passengers', un proyecto en el cual retrata, con el mismo encuadre y recorte de mar de fondo, los 118  pasajeros de una patera que recorría la costa de Libiarumbo Italia.  El autor precisa, que el objetivo de su trabajo es narrar la situación en la ruta migratoria del Mediterráneo Central, cuestionando las representaciones visuales de los migrantes en los medios de comunicación para la creación de una conciencia social. El trabajo se publica en 2022 junto con la periodista Maartje Bakker en el periódico holandés De Volkskrant como un artículo virtual titulado "The long road to Europe", por el que recibieron el European Press Prize 2023 en la categoría de Periodismo sobre Migración. Ese mismo año, el proyecto gana el  World Press Photo 2023.
Además, César Dezfuli es colaborador habitual de medios como Le Monde, De Volkskrant, The Guardian, Time, Süddeutsche Zeitung, Aljazeera o la BBC. Algunos de los temas y artículos de investigación publicados han sido las elecciones en Kenia, Ruanda, la política del hijo único en China o la relación afectiva, económica y política de Kosovo con Estados Unidos.
Ha ejercido como profesor invitado en diversas universidades e instituciones públicas y privadas, como la Franklin University en Suiza, el Centro Cultural de España en Lima o la Sala de Arte Joven; así como expuesto en conferencias nacionales e internacionales relacionadas con los derechos humanos y la migración, como por ejemplo, el Fundamental Rights Forum de Viena.
Su obra ha sido exhibida en España, Grecia, Australia, Japón, Holanda, Perú, Italia, Georgia, Uruguay, Inglaterra, Cuba, Francia, Suiza, Senegal, Estados Unidos y los Países Bajos, entre otros lugares.

## Premios
- 2023, World Press Photo, Formato abierto.[5]
- 2023, European Press Prize.[7]
- 2023, Felix Schoeller Award.[12]
- 2020, Premio Sony World Photography.[13]
- 2022, Kolga Tbilisi Photo Contest.[14]
- 2022, European Contemporary Photography Contest. ‘¿Y mañana?’. EFTI, Goethe Institut y Allianza Francesa.[15]
- 2020, INJUVE Premio en la categoría de Periodismo.[16]
- 2020, Beca Catchlight.[17]
- 2020, Finalista Premio Luchetta de Periodismo.[18]
- 2020. Finalista Tim Hetherington Trust.[19]
- 2019, Premio Portrait of Humanity.[20]
- 2019, Finalista Premio Bird and Flight Finalist.[21]
- 2018, Premio Luis Valtueña.[22]
- 2018, Premio Lens Culture Exposure.[23]
- 2018, Premio Hellerau Portrait.[24]
- 2018, Finalista Photon Festival. [25]
- 2018, Finalista Premios Signo Editores.[26]
- 2018, Finalista Balkan Photo Festival.[27]
- 2017. Taylor Wessing Portrait Prize.[28]
- 2017, Premio Head On Photo Festival Portrait.[29]
- 2017, Chromatic Photographer of the Year.[30]
- 2017, Festival Indian Photo.[31]
- 2017, IPOTY - International Photographer of the Year Awards. [32]
- 2017, Finalista Beca Roberto Villagraz.[33]